# 月野藝能事務所
《TSUKIPRO THE ANIMATION》是根據Movic企劃的「月野藝能事務所」動畫化的原創電視動畫作品。動畫《TSUKIPRO》在2017年3月25日宣布TV動畫化，放送日期已確定為2017年10月4日播放。於2021年7月7日播出第二季。其兄弟作有《月歌。》。

## 概要
《TSUKIPRO THE ANIMATION》（簡稱《PROANI》），講述的是在TSUKINO事務所下四個偶像組合的日常（將登場的團體有SOARA、Growth、SolidS和QUELL）。官方把動畫定義為日常系音樂動畫，各組皆有不同的音樂風格及個性。

## 故事大綱
年末慣例的「月Pro live」演唱會，在今年決定連開2天，第一天出場的是SIX GRAVITY、Procellarum、Fluna、Seleas四個組合，第二天出場的有SolidS、QUELL、SOARA以及Growth，演出的地點定在武道館，而於第二天演出的各團體必須準備4首新曲子，並在演唱會當天首次公開。本作將以日常的方式呈現。

## 登場人物
月野藝能事務所是2.5次元事務所，旗下藝人年齡、身高會隨著現實時間改變。
以下以動畫官網釋出設定（2017年設定）為主。

### SolidS
去年已經參加過「月pro live」，為四個團體中最早出道的組合，有較多一點的經驗和知名度，故今年必須負責帶領其他組合。
其音樂有如燃燒的的火焰，既強烈又激情。
篁志季（Takamura Shiki，聲：江口拓也）
年齡：26~30(初期→2021年) ／身高：178cm→178cm(初期→2021年)／生日：1/25／血型：A型
個性冷靜沉著，為SolidS的隊長，負責編曲。
因為想不到第一首曲子的合適命名而心不在焉。
奧井翼（Okui Tsubasa，聲：齊藤壯馬）
年齡：23~27(初期→2021年)／身高：178cm→178cm／生日：8/3／血型：B型
個性開朗好勝，用阿大的說法就是「給點陽光就燦爛。」
偶爾會冒出幾句很有道理的話。喜歡捉弄壹流。
村瀬大（Murase Dai，聲：梅原裕一郎）
年齡：22~26(初期→2021年)／身高：185cm→185cm／生日：4/22／血型：AB型
帶著鐵牌項鍊。
對自己的笨拙很困擾，想開之後覺得很多事情值得去挑戰。
被誇獎的時候會緊張。
世良里津花（Sera Rikka，聲：花江夏樹）
年齡：25~29(初期→2021年)／身高：175cm→175cm(初期→2021年)／生日：10/16／血型：AB型
因其漂亮的外表，受邀雜誌採訪專題「比女人還美的男人們」。
負責SolidS的飯食。

### SOARA
年輕有活力的組合，原為歡送畢業生而組成的高中樂團，參加試鏡合格後出道。因為是第一次參加「月pro live」，所以電視台會在旁為他們拍攝紀錄片直到演唱會結束。
大原空（Ohara Sora，聲：豐永利行）
年齡：20~24(初期→2021年)／身高：169cm→169cm(初期→2021年)／生日：8/31／血型：O型
活潑衝動，SOARA的隊長。
負責SOARA的作詞作曲，擔任吉他手。
國中時期的音樂課報告中，作出一首迴響度很高的曲子，在網路上爆紅。之後作的曲子卻評價不佳，被人網路批評他只有做出一首歌的才能，因而對自己沒自信，對網路感到恐懼，是由團員們帶領他走出哀傷。
在原守人（Arihara Morihito，聲：小野友樹）
年齡：20~24(初期→2021年)／身高：178cm→178cm(初期→2021年)／生日：4/21／血型：AB型
帶著眼鏡。
在SOARA擔任吉他手。
在聽到空高中時做的音樂後成為空的粉絲，在此之前只會聽古典樂。很寵空。
不敢吃生雞蛋
神樂坂宗司（Kagurazaka soshi，聲：古川慎）
年齡：20~24(初期→2021年)／身高：183cm→183cm(初期→2021年)／生日：7/17／血型：B型
右嘴角有一顆痣。
在SOARA擔任鼓手。
老家與廉家是鄰居，和空是青梅竹馬。常吐槽守人太寵空。
是一個城池控，也對鹽類很有研究。
宗像廉（Munakata Ren，聲：村田太志）
年齡：19~23(初期→2021年)／身高：168cm→172cm(初期→2021年)／生日：6/2／血型：A型
在SOARA擔任鍵盤手。
正統型美少年，有不幸體質。常為望操心。
稱呼宗「宗哥（そうにい）」。
七瀨望（Nanase Nozomu，聲：澤城千春）
年齡：19~23(初期→2021年)／身高：176cm→179cm(初期→2021年)／生日：11/9／血型：O型
在SOARA擔任貝斯手。
有位身為職業貝斯手的哥哥。
討厭輸，是個努力家，本人評價「未來有望（将来有望）！」
被神樂坂宗司評價為只靠一股衝勁猛衝的七瀨望。

### Growth
作為組合已經出道兩年。
其音樂具獨特性與故事性，根據不同的樂器，曲風也會隨之改變。
衛藤昂輝（Eto Koki，聲：土岐隼一）
年齡：20~24(初期→2021年)／身高：176cm→177cm(初期→2021年)／生日：5/22／血型：A型
Growth的隊長。
和劍介、涼太都是童星出生，以前和團體「ZIX」是同經紀公司。
負責Growth的飯食。
被劍介稱為「衛的保護者」。
八重樫劍介（Yaegashi kensuke，聲：山谷祥生）
年齡：20~24(初期→2021年)／身高：176cm→181cm(初期→2021年)／生日：9/30／血型：O型
和昂輝、涼太都是童星出生，以前和團體「ZIX」是同經紀公司。
櫻庭涼太（Sakuraba Ryota，聲：山下大輝）
年齡：20~24(初期→2021年)／身高：172cm→174cm(初期→2021年)／生日：6/6／血型：B型
和劍介、昂輝都是童星出生，以前和團體「ZIX」是同經紀公司。
在各方面都很嚴格，對衛的音樂也是讚不絕口。
因為身上會準備花花造型創可貼，而被劍介說女子力很高，而涼太的回應是「因為劍介總是摔傷跌倒，才常備在身」。
藤村衛（Fujimura Mamoru，聲：寺島惇太）
年齡：23~27(初期→2021年)／身高：176cm→177cm(初期→2021年)／生日：10/5／血型：B型
擔當Growth的作曲。
在公司倒閉走投無路的時候，偶然認識了昂輝。
興趣是照顧植物。

### QUELL
曲風較為科技夢幻，是由資深偶像柊羽和其他三人組成的新團體。
其音樂有如清澈泉水般的溫柔，他們的歌曲值得細細聆聽。
和泉柊羽（Izumi Shu，聲：武内駿輔，少年期：小林大紀）
年齡：23~27(初期→2021年)／身高：178cm→178cm(初期→2021年)／生日：6/8／血型：A型
當紅偶像，QUELL的隊長，主演電視連續劇「逃跑可恥但不會被殺」。
曾為國民組合的成員，在該組合停止演藝活動後，又和其他三人組成新團體「QUELL」。
對於上節目時主持人說「QUELL是以和泉為中心的團體」很在意，所以提出要四人一起作出新曲。
料理方面的知識很豐富。
堀宮英知（Horimiya Eichi，聲：西山宏太朗）
年齡：23~27(初期→2021年)／身高：180cm→181cm(初期→2021年)／生日：12/15／血型：O型
曾為電視節目AD。
久我壹星（Kuga Issei，聲：仲村宗悟）
年齡：17~21(初期→2021年)／身高：172cm→177cm(初期→2021年)／生日：9/12／血型：AB型
壹流的雙胞胎哥哥，差別是流海向右撥，且個性較為沉著穩重。
在孤兒院因為被誣賴，和壹流離家出走，後因發燒而和壹流被柊羽撿到。
久我壹流（Kuga Ichiru，聲：野上翔）
年齡：17~21(初期→2021年)／身高：172cm→177cm(初期→2021年)／生日：9/12／血型：AB型
壹星的雙胞胎弟弟，差別是瀏海向左撥，且個性較為活潑好勝。
肢體上較其他人不協調，常把東西弄倒。
常被翼捉弄，想要成為能超越他的人。壹星則說是因為他跟翼很像似，而英知則補充說是兩人都不夠坦率。
喜歡吃肉。

### 其他角色
灰月文彥（Haiduki Fumihiko，聲：川原慶久）
年齡：25~30(初期→2021年)
身高：180cm
生日：6/4
SolidS的經紀人。
若月日向（Wakatsuki Hinata，聲：浜添伸也）
年齡：36
身高：174cm
生日：3/15
SOARA的經紀人，已婚，有兩個小孩。
望月皆人（Mochiduki Minato，聲：吉野貴大）
年齡：28
身高：175cm
生日：2/8
Growth的經紀人
柚月廣（Yuduki Hiro，聲：熊谷健太郎）
年齡：31
身高：174cm
生日：2/2
QUELL的經紀人。

### 製作人員
- 總監督：元永慶太郎
- 監督：松村樹里亞
- 企劃：國枝信吾、上田憲伯、渡邊浩孝、松田啟次
- 系列構成：吉田玲子
- 角色設計：岡真里子
- 美術監督： Scott Macdonald
- 美術設定：大平司
- 編集：木村祥明
- 製作人：太布尚弘、本間道幸、伍賀一統、越智武
- 製作：Studio Pierrot

### 主題曲
片頭曲（皆於最終話使用）
「Burny!!!」（第1、5、9話）
主唱：SolidS
「エリアル -ALIEL-」(第2、6、10話)
主唱：SOARA
「Because you are」(第3、7、11話)
主唱：QUELL
「魔法のキズナ」(第4、8、12話)
主唱：Growth
片尾曲（皆於最終話使用）
「桜花爛漫」(第1話)
作詞、作曲、編曲：泷泽章
主唱：SolidS
「FRIEND」(第2話)
作詞、作曲、編曲：泷泽章
主唱：SOARA
「小さな世界」(第3話)
作詞、作曲、編曲：はまたけし
主唱：QUELL
「one day」(第4話)
作詞、作曲、編曲：泷泽章
主唱：Growth
「Back On Track」(第5話)
作詞、作曲、編曲：泷泽章
主唱：SolidS
「スタートライン ~Boys,Be Mighty~」(第6話)
作詞、作曲、編曲：泷泽章
主唱：SOARA
「Above the best」(第7話)(第12話做為插入曲使用)
作詞、作曲、編曲：はまたけし
主唱：QUELL
「パラレル・リネージュ」(第8話)
作詞、作曲、編曲：泷泽章
主唱：Growth
「運命を越える『Venga』」(第9話)(第12話做為插入曲使用)
作詞、作曲、編曲：泷泽章
主唱：SolidS
「未來への贈り物」(第10話)
作詞、作曲、編曲：泷泽章
主唱：SOARA
「ありがと」(第11話)
作詞、作曲、編曲：はまたけし
主唱：QUELL
「陽だまりに咲く」(第12話)
作詞、作曲、編曲：泷泽章
主唱：Growth
「Dear Dreamer,」(第13話)
作詞、作曲、編曲：泷泽章
主唱：SOARA·Growth·SolidS·QUELL
插入曲
「東京Loveジャンキー」(第1話)
作詞、作曲、編曲：泷泽章
主唱：SolidS
「Shall We Dance」(第1話)
作詞、作曲、編曲：泷泽章
主唱：村瀬大（梅原裕一郎）、世良里津花（花江夏樹）
「CRAZY BABY SHOW」(第1話)
作詞、作曲、編曲：泷泽章
主唱：SolidS
「マクガフィン」(第2話)
作詞、作曲、編曲：泷泽章
主唱：SOARA
「believer ～祈り～」(第3話)
作詞、作曲、編曲：はまたけし
主唱：QUELL
「蒼い水」(第3、5話)
作詞、作曲、編曲：はまたけし
主唱：QUELL
「Midnight Mystery」(第5話)
作詞、作曲、編曲：泷泽章
主唱：SolidS
「雨上がりのUFO」(第5、6話)
作詞、作曲、編曲：泷泽章
主唱：SOARA
「自由の鳥」(第5話)
作詞、作曲、編曲：泷泽章
主唱：Growth
「ツキウサ｡体操」(第6話)
作詞、作曲：月野尊，編曲：泷泽章
主唱：月城奏（山中真尋）、黑月大（間宮康弘）
「Summer Session」(第6話)
作詞、作曲、編曲：泷泽章
主唱：SOARA
「Wonder Wand」(第6話)
作詞、作曲、編曲：泷泽章
主唱：SOARA
「CORONA」(第6話)
作詞、作曲、編曲：泷泽章
主唱：Growth
「GRAVITIC-LOVE」(第6話)
作詞、作曲：月野尊，編曲：zakbee&KAN TAKAHIKO
主唱：Six Gravity
「Seafloor」(第6話)
作詞、作曲、編曲：はまたけし
主唱：QUELL
「KARA DA KARA」(第6話)
作詞、作曲、編曲：泷泽章
主唱：SolidS
「LOLV -Lots of Love-」(第6話)
作詞、作曲：月野尊，編曲：KAN TAKAHIKO&zakbee
主唱：Procellarum
「brilliant」(第8話)
作曲、編曲：田口囁一，作詞：Annabel
主唱：ZIX
「セピア -SEPIA-」(第8話)
作詞、作曲、編曲：じょん
主唱：朝霧茜（福原香織）
「ルクレシア」(第8話)
作詞、作曲、編曲：泷泽章
主唱：Growth
「ラダキアナ」(第11話)
作詞、作曲、編曲：泷泽章
主唱：Growth
「S.O.A.R.A」(第11話)
作詞、作曲、編曲：泷泽章
主唱：SOARA

## 各話列表
| 話數   | 日文標題                           | 中文標題                   | 片尾插畫             |
| ------ | ---------------------------------- | -------------------------- | -------------------- |
| 第1話  | 桜花爛漫                           | 櫻花爛漫                   | 沙月ゆう             |
| 第2話  | FRIEND                             | FRIEND                     | 志島とひろ           |
| 第3話  | 小さな世界                         | 小小世界                   | 沙月ゆう             |
| 第4話  | one day...                         | one day...                 | 志島とひろ           |
| 第5話  | Back On Track                      | Back On Track              | 沙月ゆう             |
| 第6話  | スタートライン ～Boys, Be Mighty～ | 起跑線～Boys, Be Mighty～  | 志島とひろ           |
| 第7話  | Above the Best                     | Above the Best             | 沙月ゆう             |
| 第8話  | パラレル・リネージュ               | Parallel Lineage           | 志島とひろ           |
| 第9話  | 運命を越える‘Venga’                | 超越命運「Venga」          | 沙月ゆう             |
| 第10話 | 未来への贈り物                     | 贈與未來的禮物             | 志島とひろ           |
| 第11話 | 『ありがとう』                     | 『謝謝』                   | 沙月ゆう             |
| 第12話 | 陽だまりに咲く                     | 向陽綻放                   | 志島とひろ           |
| 第13話 | TSUKIPRO LIVE 2017 WINTER CARNIVAL | 月Pro Live 2017 冬季狂歡節 | 志島とひろ、沙月ゆう |

## 外部連結
- （日語）TSUKIPRO THE ANIMATION 官網 （页面存档备份，存于）

## 備註
1. 1 2 3 4 5 6 7 8  篁志季（江口拓也）、奧井翼（齊藤壯馬）、村瀨大（梅原裕一郎）、世良里津花（花江夏樹）
2. 1 2 3 4 5 6 7 8 9  大原空（豐永利行）、在原守人（小野友樹）、神樂坂宗司（古川慎）、宗像廉（村田太志）、七瀨望（澤城千春）
3. 1 2 3 4 5 6 7  和泉柊羽（武內駿輔）、堀宮英知（西山宏太朗）、久我壹星（仲村宗悟）、久我壹流（野上翔）
4. 1 2 3 4 5 6 7 8  衛藤昂輝（土岐隼一）、八重樫劍介（山谷祥生）、櫻庭涼太（山下大輝）、藤村衛（寺島惇太）
5. ↑  大原空（豐永利行）、在原守人（小野友樹）、神樂坂宗司（古川慎）、宗像廉（村田太志）、七瀨望（澤城千春）、衛藤昂輝（土岐隼一）、八重樫劍介（山谷祥生）、櫻庭涼太（山下大輝）、藤村衛（寺島惇太）、篁志季（江口拓也）、奧井翼（齊藤壯馬）、村瀨大（梅原裕一郎）、世良里津花（花江夏樹）、和泉柊羽（武內駿輔）、堀宮英知（西山宏太朗）、久我壹星（仲村宗悟）、久我壹流（野上翔）
6. ↑  師走驅（梶裕貴）、睦月始（鳥海浩輔）、如月戀（增田俊樹）、彌生春（前野智昭）、卯月新（細谷佳正）、皐月葵（KENN）
7. ↑  水無月淚（蒼井翔太）、文月海（羽多野涉）、葉月陽（柿原徹也）、長月夜（近藤隆）、神無月郁（小野賢章）、霜月隼（木村良平）
8. ↑  須貝誠（濱野大輝）、菱田滿（渡辺拓海）